# 찰스 위드모어
찰스 위드모어(Charles Widmore)는 미국 ABC의 드라마 《로스트》에 등장하는 인물로, 알란 데일(Alan Dale)이 이 역할을 맡았다. 또한 톰 코놀리(Tom Connolly)와 데이비드 S. 리(David S. Lee)가 각각 어린 시절과 중년의 찰스 위드모어 역을 연기한다.

## 일대기
찰스 위드모어는 부유한 기업가로 등장한다. 그는 페넬로프 위드모어의 아버지이며, 물리학자 다니엘 파라데이의 지원자이다. 참고로, 다니엘은 찰스와 일로이즈 호킹 사이의 아들임이 나중에 밝혀진다. 찰스 위드모어는 한때 섬의 리더였는데 벤자민 라이너스에 의해 섬 밖으로 추방된 인물이다. 찰스는 복수를 위해 오세아닉 815의 잔해에 대한 정보를 조작하기도 하고 카하나호를 보내어 벤을 잡아오도록 일을 꾸미기도 한다. 그는 딸 페니가 데스몬드와 사귀는 것을 반대하며 둘 사이를 멀어지게 한다. 하지만 데스몬드가 일로이즈 호킹을 찾을 때 그녀의 행방을 알려주기도 한다. 찰스는 여전히 섬의 위치를 파악하기 위해 노력하고 존 로크로 하여금 오세아닉 식스 멤버들과 함께 섬으로 다시 돌아가도록 한다. 그는 데스몬드와 함께 섬으로 온다. 그는 맨 인 블랙에게 데스몬드의 정체를 일러주고 딸 페니의 안전을 보장받지만 마지막엔 벤의 총에 맞아 죽는다.